# Yvonne Aki-Sawyerr
Yvonne Aki-Sawyerr (Freetown, 30 de diciembre de 1960) es una política sierraleonesa y alcaldesa de Freetown, Sierra Leona.

## Biografía
Nació y creció en Freetown, Sierra Leona. Estudió en St. Joseph´s Secondary School en Freetown donde fue delegada y Capitana de Casa de Loreto.
En 1988 se graduó con honores de Fourah Bay College  en Economía. En la universidad, fue miembro activa de AIESEC (la Asociación Internacional de Estudiantes en Economía y Administración) y se convirtió en la primera africana en el Comité de Intercambio Internacional de la AIESEC en Bruselas en 1988.
Consiguió un máster en Política y Relaciones Internacionales de la Economía Mundial en la Escuela de Londres de Economía y Ciencia Política. En 1993, recibió su certificación del Instituto de Charted Contables en Inglaterra y Gales.

### Carrera política
De enero de 2016 a septiembre de 2017, Aki-Sawyerr lideró el equipo de ejecución de las prioridades de recuperación del presidente, la segunda fase de un programa de múltiples partes interesadas para impulsar la recuperación socioeconómica sostenible en Sierra Leona después del ébola. Lideró el diseño e implementación de un enfoque innovador para la prestación de servicios públicos que facilitó, coordinó y apoyó las actividades de once Ministerios, Departamentos y Agencias en siete sectores prioritarios para lograr metas específicas durante un período de 15 meses.
Se convirtió en Alcaldesa de Freetown en 2018, ganando un total de 309,000 votos que representan 59.92% de la comunidad.
En enero de 2023, Yvonne Aki Sawyerr se postulará para otro mandato en las elecciones de junio de 2023..

### Vida personal
Aki-Sawyerr está casada y tiene dos niños.

## Premios y reconocimientos
Aki-Sawyerr desarrolló e implementó una estrategia para poner fin al brote de ébola en Sierra Leona y su contribución fue reconocida por su trabajo en con la Medalla de Oro del Ébola entregada por el presidente de la República de Sierra leona, Ernest Bai Koroma, en diciembre de 2015. Fue nombrada oficial de la más excelente Orden del Imperio Británico (OBE) por su majestad la Reina Isabel II en enero de 2016.
Apareció en la lista de las 100 Mujeres de la BBC anunciada el 23 de noviembre de 2020.